# Arnoldo III di Bentheim-Tecklenburg
Arnoldo III di Bentheim-Tecklenburg-Steinfurt-Limburg (Neuenhaus, 10 o 11 ottobre 1554 – Tecklenburg, 11 gennaio 1606) è stato un nobiluomo tedesco, conte di Bentheim, Tecklenburg e Steinfurt, e jure uxoris conte di Limburgo. Governò come Arnoldo IV su Bentheim e Tecklenburg e come Arnoldo II a Steinfurt.

## Biografia
Arnoldo era figlio del conte Eberwin III di Bentheim-Steinfurt (della linea maggiore) e della moglie, la contessa Anna di Tecklenburg-Schwerin.
Trascorse la sua giovinezza presso l'abbazia di Leeden assieme alla sorella Walburga. La madre lo educò personalmente in materia religiosa. Egli frequentò inoltre la scuola principesca di Jülich dove studiò le arti, lingue e le pratiche cavalleresche. Egli ebbe insegnanti protestanti, ma anche cattolici.
Nel 1571 egli si recò a Strasburgo per studiare teologia protestante, diritto e politica. Egli aveva pianificato di visitare la corte francese a Parigi al termine del suo Grand Tour, ma durante il viaggio ricevette notizia di una rivolta nella capitale francese: il massacro della notte di san Bartolomeo lo fece desistere dal seguire il suo programma e completò quindi i suoi studi presso la corte del Langravio di Assia-Kassel.
Il 26 luglio 1573 egli sposò Maddalena, figlia del conte Gumprecht II di Neuenahr-Alpen.
Arnoldo riuscì a riunire pacificamente numerosi territori nelle sue mani, grazie ad eredità e al matrimonio. Deteneva le Contee di Bentheim, Tecklenburg, Steinfurt, Limburg an der Lenne, la Signoria di Rheda oltre a possedimenti nel Basso Reno e diritti di balivato nell'Arcidiocesi di Colonia; questo diede al Casato di Bentheim-Tecklenburg un importante ruolo politico. D'altronde il casato non seguiva le regole della primogenitura e quindi si arrivò ad una frammentazione dei possedimenti di famiglia, che fecero perdere importanza alla dinastia. Durante il suo regno, Arnoldo dovette affrontare una lite legale con i Conti di Solms-Braunfels circa l'eredità della Contea di Tecklenburg.
Tra il 1588 e il 1593, Arnoldo III introdusse gradualmente nei suoi territori la dottrina riformata di Giovanni Calvino e di Huldrych Zwingli, che aveva studiato in dettaglio mentre era a Strasburgo nel 1571 - 1572. Il periodo trascorso a Strasburgo influenzò infatti notevolmente i suoi atteggiamenti in merito alla religione e soprattutto le sue posizioni sulla politica e sull'istruzione. Arnoldo III supportò le istituzioni scolastiche esistenti e fondò numerose scuole nei suoi possedimenti. Nel settembre 1588 egli fondò la sua prima scuola, una scuola latina nel monastero abbandonato di Schüttorf; nel 1591, a causa di un'incombente invasione di truppe nemiche, venne trasferita a Steinfurt e nel 1853 la scuola venne ampliata e ribattezzata in suo onore Arnoldium.
Arnoldo III morì nel 1606 e fu sepolto nella chiesa protestante di Bad Bentheim.

## Matrimonio e discendenza
Dalla moglie Maddalena di Neuenahr-Alpen ebbe i seguenti figli:
- Ottone (22 dicembre 1574 – 1574);
- Eberwin Wirich (14 gennaio 1576 – 31 maggio 1596);
- Adolfo (7 luglio 1577 – 5 novembre 1623), nel 1606 sposò Margherita di Nassau-Wiesbaden;
- Anna (3 gennaio 1579 – 9 dicembre 1624), nel 1595 sposò il principe Cristiano I di Anhalt-Bernburg;
- Arnoldo Jost (4 aprile 1580 – 26 agosto 1643), nel 1608 sposò Anna Amalia di Isenburg-Büdingen;
- Amalia Amoena (15 maggio 1581 – 31 gennaio 1584);
- Guglielmo Enrico (13 febbraio 1584 – 6 ottobre 1632), nel 1617 sposò Anna Elisabetta di Anhalt-Dessau;
- Corrado Gumprecht (10 marzo 1585 – 10 marzo 1618), nel 1616 sposò Giovannetta Elisabetta di Nassau-Dillenburg;
- Amoena Amalia (19 marzo 1586 – 3 settembre 1625), nel 1606 sposò il principe Luigi I di Anhalt-Köthen;
- Federico Ludolfo (23 agosto 1587 – 8 gennaio 1629);
- Maddalena (6 maggio 1591 – 1649), il 24 maggio 1631 sposò Giorgio Ernesto, figlio di Jobst di Limburgo.

## Ascendenza
|                                                      |                                 |                                           | Genitori                                 |  |  | Nonni |  |  | Bisnonni                                |  |  | Trisnonni                              |  |
|                                                      |                                 |                                           |                                          |  |  |       |  |  | Eberwin II, conte di Bentheim-Steinfurt |  |  | Arnoldo I, conte di Bentheim-Steinfurt |  |
|                                                      |                                 |                                           |                                          |  |  |       |  |  | Eberwin II, conte di Bentheim-Steinfurt |  |  | Arnoldo I, conte di Bentheim-Steinfurt |  |
|                                                      |                                 | Caterina di Gemen, erede di Wevelinghoven |                                          |  |  |       |  |  | Eberwin II, conte di Bentheim-Steinfurt |  |  |                                        |  |
| Arnoldo II, conte di Bentheim-Steinfurt              |                                 |                                           |                                          |  |  |       |  |  | Eberwin II, conte di Bentheim-Steinfurt |  |  |                                        |  |
|                                                      |                                 | Adelaide di Hoya                          | Ottone VI, conte di Hoya                 |  |  |       |  |  |                                         |  |  |                                        |  |
|                                                      |                                 | Adelaide di Hoya                          | Ottone VI, conte di Hoya                 |  |  |       |  |  |                                         |  |  |                                        |  |
|                                                      |                                 | Adelaide di Hoya                          | Anna di Lippe                            |  |  |       |  |  |                                         |  |  |                                        |  |
| Eberwin III, conte di Bentheim-Steinfurt             |                                 | Adelaide di Hoya                          |                                          |  |  |       |  |  |                                         |  |  |                                        |  |
|                                                      |                                 | Walraven II, signore di Brederode         | Reinoud II, signore di Brederode         |  |  |       |  |  |                                         |  |  |                                        |  |
|                                                      |                                 | Walraven II, signore di Brederode         | Reinoud II, signore di Brederode         |  |  |       |  |  |                                         |  |  |                                        |  |
|                                                      |                                 | Walraven II, signore di Brederode         | Yolanda di Lalaing                       |  |  |       |  |  |                                         |  |  |                                        |  |
| Valburga di Brederode                                |                                 | Walraven II, signore di Brederode         |                                          |  |  |       |  |  |                                         |  |  |                                        |  |
|                                                      |                                 | Anna di Neuenahr                          | Guglielmo I, conte di Neuenahr           |  |  |       |  |  |                                         |  |  |                                        |  |
|                                                      |                                 | Anna di Neuenahr                          | Guglielmo I, conte di Neuenahr           |  |  |       |  |  |                                         |  |  |                                        |  |
|                                                      |                                 | Anna di Neuenahr                          | Valburga di Manderscheid-Schleiden       |  |  |       |  |  |                                         |  |  |                                        |  |
| Arnoldo III, conte di Bentheim-Tecklenburg-Steinfurt |                                 | Anna di Neuenahr                          |                                          |  |  |       |  |  |                                         |  |  |                                        |  |
|                                                      | Ottone IX, conte di Tecklenburg | Niccolò III, conte di Tecklenburg         |                                          |  |  |       |  |  |                                         |  |  |                                        |  |
|                                                      | Ottone IX, conte di Tecklenburg | Niccolò III, conte di Tecklenburg         |                                          |  |  |       |  |  |                                         |  |  |                                        |  |
|                                                      | Ottone IX, conte di Tecklenburg | Matilde di Polanen                        |                                          |  |  |       |  |  |                                         |  |  |                                        |  |
| Corrado, conte di Tecklenburg-Schwerin               | Ottone IX, conte di Tecklenburg |                                           |                                          |  |  |       |  |  |                                         |  |  |                                        |  |
|                                                      |                                 | Ermengarda di Rietberg                    | Giovanni I, conte di Rietberg            |  |  |       |  |  |                                         |  |  |                                        |  |
|                                                      |                                 | Ermengarda di Rietberg                    | Giovanni I, conte di Rietberg            |  |  |       |  |  |                                         |  |  |                                        |  |
|                                                      |                                 | Ermengarda di Rietberg                    | Margherita di Lippe                      |  |  |       |  |  |                                         |  |  |                                        |  |
| Anna, contessa di Tecklenburg-Schwerin               |                                 | Ermengarda di Rietberg                    |                                          |  |  |       |  |  |                                         |  |  |                                        |  |
|                                                      |                                 | Guglielmo I, langravio d'Assia            | Ludovico II, langravio d'Assia           |  |  |       |  |  |                                         |  |  |                                        |  |
|                                                      |                                 | Guglielmo I, langravio d'Assia            | Ludovico II, langravio d'Assia           |  |  |       |  |  |                                         |  |  |                                        |  |
|                                                      |                                 | Guglielmo I, langravio d'Assia            | Matilde di Württemberg-Urach             |  |  |       |  |  |                                         |  |  |                                        |  |
| Matilde d'Assia                                      |                                 | Guglielmo I, langravio d'Assia            |                                          |  |  |       |  |  |                                         |  |  |                                        |  |
|                                                      |                                 | Anna di Brunswick-Lüneburg                | Guglielmo IV, duca di Brunswick-Lüneburg |  |  |       |  |  |                                         |  |  |                                        |  |
|                                                      |                                 | Anna di Brunswick-Lüneburg                | Guglielmo IV, duca di Brunswick-Lüneburg |  |  |       |  |  |                                         |  |  |                                        |  |
|                                                      |                                 | Anna di Brunswick-Lüneburg                | Elisabetta di Stolberg-Wernigerode       |  |  |       |  |  |                                         |  |  |                                        |  |
|                                                      |                                 | Anna di Brunswick-Lüneburg                |                                          |  |  |       |  |  |                                         |  |  |                                        |  |